# Alston Wise
Pour les articles homonymes, voir Wise.
Joseph Alston Wise (né le 29 octobre 1904 à Winnipeg, mort le 23 septembre 1984 à Vancouver) est un joueur canadien de hockey sur glace.

## Carrière
Alston Wise commence sa carrière dans l'équipe de l'université du Manitoba dont il est étudiant, il joue dans cette équipe de 1921 à 1923 ; les Bisons remportent la coupe Memorial en 1923.
Il rejoint ensuite le Hockey Club de Winnipeg. Au cours de la saison 1930-1931, le Hockey Club de Winnipeg remporte la Keane Memorial Cup en tant que champions de Winnipeg, la coupe Pattison en tant que champions du Manitoba et la Coupe Allan en 1931.
En tant que championne de la Coupe Allan, l'équipe est sélectionnée pour représenter le Canada aux Jeux olympiques d'hiver de 1932 à Lake Placid. Le Canada remporte la médaille d'or. Alston Wise prend part à cinq matchs, l'ailier gauche marque deux buts.
En 2004, il est intronisé au Temple de la renommée des sports du Manitoba.